# فرانکو واله
فرانکو واله (انگلیسی: Franco Valle؛ ۱۵ فوریه ۱۹۴۰ – ۱۰ آوریل ۲۰۰۳ (aged 63)) بوکسور اهل ایتالیا بود.